# Dolmen de Mauvans Sud
Le dolmen de Mauvans Sud est un dolmen situé à Saint-Cézaire-sur-Siagne dans le département français des Alpes-Maritimes.

## Historique
Ce dolmen fait l’objet d’une inscription au titre des monuments historiques depuis le 26 avril 1989.

## Description
Le tumulus mesure 15 m de diamètre. La chambre funéraire est rectangulaire, délimitée par cinq grands orthostates, elle mesure 1,75 m sur 1,40 m. Une dalle de seuil marque l'entrée de la chambre. Le couloir mesure 1,80 m de long sur 0,75 à 1,05 m de large. Il est délimité par deux grandes dalles. Des fragments de dalles sont visibles à l'extérieur de la chambre.
La fouille du dolmen a permis de découvrir des dents et des ossements humains. Le mobilier funéraire recueilli comprend des outils lithiques (pointe de flèche, percuteur, alènes losangiques), des éléments de parure (perles) et des tessons de poterie. L'ensemble est daté du Néolithique final II/Bronze moyen à final.